# Too Late to Pray
Too Late to Pray è il secondo album in studio del gruppo musicale heavy metal statunitense Tyrant, pubblicato nel 1987.

## Il disco
Rispetto al disco d'esordio, la band presenta sonorità più cupe e, in alcuni passaggi, ritmiche meno veloci, avvalendosi di uno stile tipico dell'epic metal di quel periodo (similmente a Battle Cry degli Omen e Freedom's Rise dei Liege Lord).
L'album può essere considerato un concept, in quanto i testi delle canzoni seguono un'unica tematica a sfondo religioso e apocalittico, sviluppandosi su un filo conduttore narrato nella traccia d'apertura.
Il disco è stato pubblicato dalla Metal Blade negli Stati Uniti e distribuito dalla Roadrunner Records in Europa. Nel 1996 è stato stampato in CD dalla Brainstorm Division, in concomitanza con l'uscita dell'album successivo, con l'aggiunta di una traccia fantasma proveniente da due precedenti sessioni di prova. Questa versione è stata nuovamente edita nel 2009 dalla Old Metal Records, mentre a luglio del 2015 è uscita la versione "Remastered & Expanded Edition" tramite la Blood and Iron Records, contenente cinque tracce bonus (quattro tratte dal demo del 1982 ed una proveniente dalla raccolta Metal Massacre III del 1983).

## Tracce
Testi di Glen May, musiche di Greg May e Rocky Rockwell (eccetto la traccia 4 composta anche da G. Stanley Burtis).
1. Tyrant's Revelation II – 1:35
2. Too Late to Pray – 3:16
3. Beyond the Grave – 3:16
4. Valley of Death – 8:19
5. The Nazarene – 3:43
6. Bells of Hades – 3:15
7. Into the Flames – 2:55
8. Babylon – 5:15
9. Verdalack – 3:47
10. Beginning of the End – 6:40
11. Eve of Destruction – 4:04

Nella prima versione in CD l'ultima traccia è seguita da Heavy Steel e You Don't Have to Sell Your Soul, arrivando a durare 14:08
Tracce bonus 2015
1. Free for a While – 3:38
2. Leavin' – 3:48
3. Heavy Steel – 2:47
4. You Don't Have to Sell Your Soul – 5:32
5. Armageddon '83 – 5:15

## Formazione
- Glen May – voce
- Rocky Rockwell – chitarra
- Greg May – basso
- G. Stanley Burtis – batteria